# Ligne Kominato
La ligne Kominato (小湊鉄道線, Kominato Tetsudō-sen) est l'unique ligne ferroviaire de la compagnie Kominato Railway, située dans la préfecture de Chiba au Japon. Elle relie la gare de Goi à Ichihara à la gare de Kazusa-Nakano à Ōtaki.

## Histoire
La ligne ouvre le 7 mai 1925 entre Goi et Satomi. Elle est prolongée à Tsukizaki en 1926 et à Kazusa-Nakano en 1928.

## Caractéristiques

### Ligne
- longueur : 39,1 km
- écartement des voies : 1 067 mm
- nombre de voies : voie unique

### Liste des gares
| Gare             | Nom japonais | Distance (km) | Satoyama Torokko | Correspondances        | Localisation |
| ---------------- | ------------ | ------------- | ---------------- | ---------------------- | ------------ |
| Goi              | 五井         | 0             | ●                | JR East : Ligne Uchibō | Ichihara     |
| Kazusa-Murakami  | 上総村上     | 2,5           | ↕                |                        | Ichihara     |
| Amaariki         | 海士有木     | 5,4           | ↕                |                        | Ichihara     |
| Kazusa-Mitsumata | 上総三又     | 7,2           | ↕                |                        | Ichihara     |
| Kazusa-Yamada    | 上総山田     | 8,6           | ↕                |                        | Ichihara     |
| Kōfūdai (ja)     | 光風台       | 10,6          | ↕                |                        | Ichihara     |
| Umatate          | 馬立         | 12,4          | ↕                |                        | Ichihara     |
| Kazusa-Ushiku    | 上総牛久     | 16,4          | ●                |                        | Ichihara     |
| Kazusa-Kawama    | 上総川間     | 18,5          | ↕                |                        | Ichihara     |
| Kazusa-Tsurumai  | 上総鶴舞     | 20,0          | ↕                |                        | Ichihara     |
| Kazusa-Kubo      | 上総久保     | 22,0          | ↕                |                        | Ichihara     |
| Takataki         | 高滝         | 23,8          | ↕                |                        | Ichihara     |
| Satomi           | 里見         | 25,7          | ●                |                        | Ichihara     |
| Itabu            | 飯給         | 27,5          | ↕                |                        | Ichihara     |
| Tsukizaki        | 月崎         | 29,8          | ●                |                        | Ichihara     |
| Kazusa-Ōkubo     | 上総大久保   | 32,3          | ↕                |                        | Ichihara     |
| Yōrōkeikoku      | 養老渓谷     | 34,9          | ●                |                        | Ichihara     |
| Kazusa-Nakano    | 上総中野     | 39,1          |                  | Isumi Railway : Isumi  | Ōtaki        |